# Elles de Bruin
Elles de Bruin (Zoetermeer, 4 januari 1963) is een Nederlands journalist, presentator en programmamaker.
Naast haar studie aan de School voor Journalistiek was ze werkzaam voor dagblad Rijn en Gouwe. De Bruin begon haar loopbaan bij de regionale omroep Radio West, waarvan de tv-tak op 2 november 1996 van start ging. In 2003 ging ze bij de VPRO werken, onder meer bij het programma Argos en het radioprogramma De Ochtenden. Daarnaast presenteerde ze tweemaal in de week het nieuws voor TV West en het discussieprogramma Westweek. Tot mei 2011 presenteerde ze voor de VPRO het radioprogramma Villa VPRO.
Sinds 2010 is ze voor Omroep Max de vaste presentator, verslaggever en samensteller van het MAX consumentenprogramma Meldpunt. In januari 2017 presenteerde ze samen met Cees Grimbergen het Nationaal Zorgdebat. Ook was ze vervangend presentator namens omroep MAX voor Op1. Sinds 2025 is ze presentator van TV Monument. 
Elles de Bruin heeft voor Omroep MAX meerdere podcasts gemaakt. Zoals 'Opvliegers', 'We hebben Ruzie' samen met collega journalist Jantine Stoel en 'Bezopen' met haar dochters Julie en Faye van der Wees. 
Daarnaast werkt de Bruin ook mee aan radioprogramma's, naast omroep MAX, voor NOS, VPRO en Omroep West en is ze de stem van NPO 2.